# Elsa Buchwitz

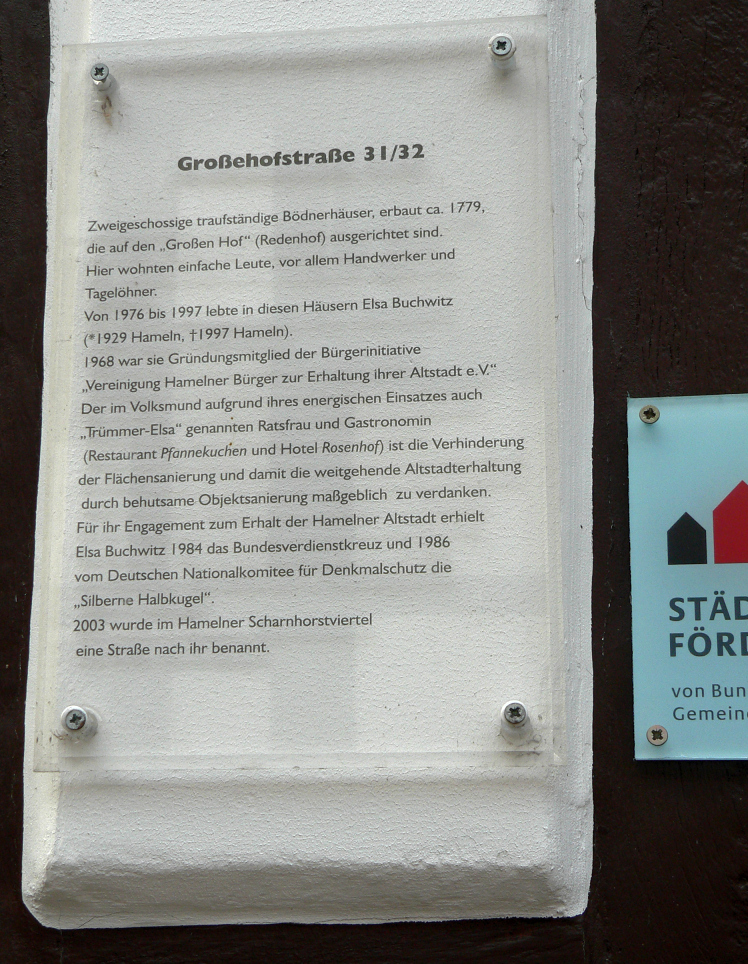
Infotafel am Wohnhaus von Elsa Buchwitz in Hameln, Großehofstraße 31/32

Elsa Buchwitz (* 5. Oktober 1929 in Hameln als Elsa König; † 20. November 1997 ebenda) war eine deutsche Kommunalpolitikerin und Aktivistin. Sie gilt als Vorkämpferin für eine denkmalgerechte Altstadtsanierung in den 1970er Jahren in Hameln.

## Leben

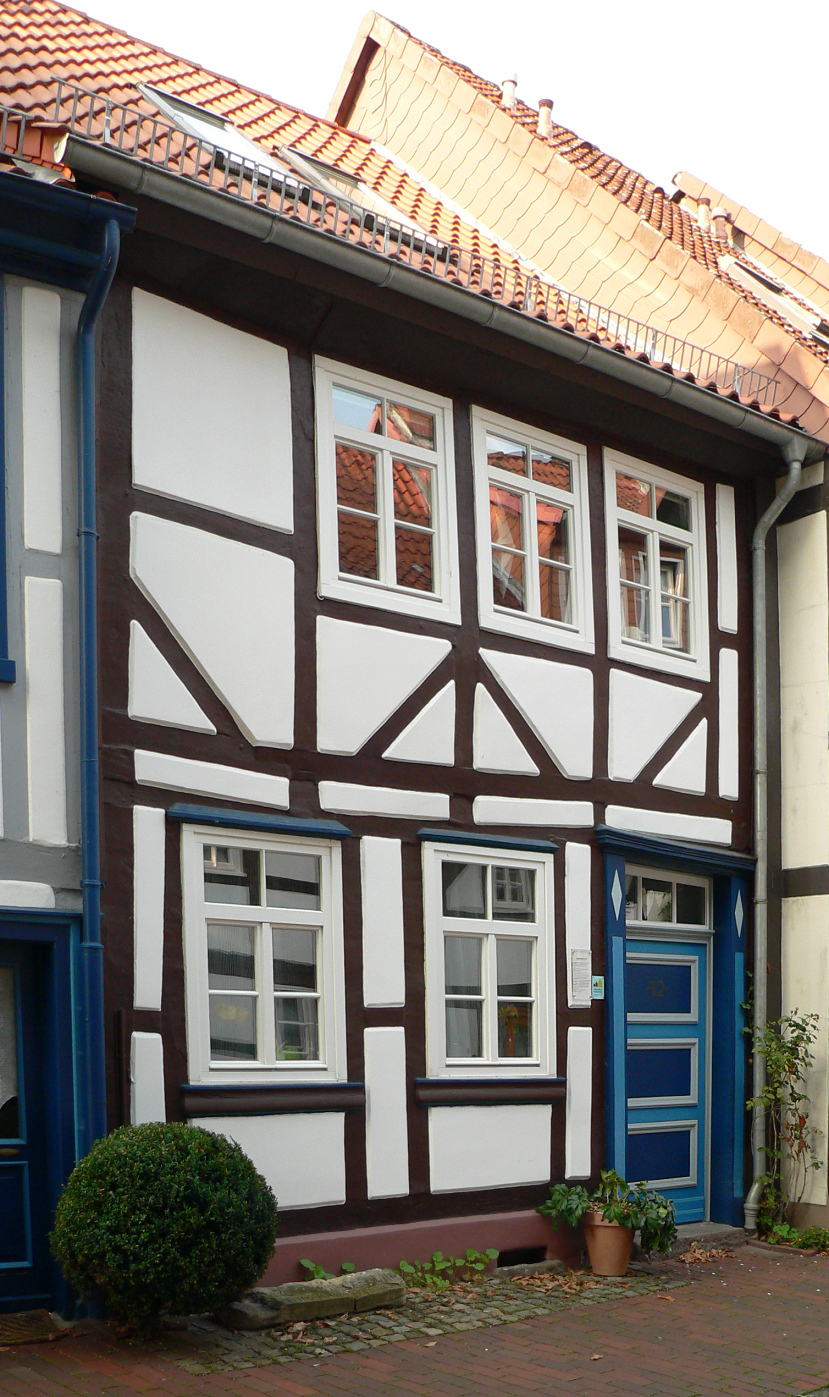
Früheres Wohnhaus von Elsa Buchwitz in Hameln

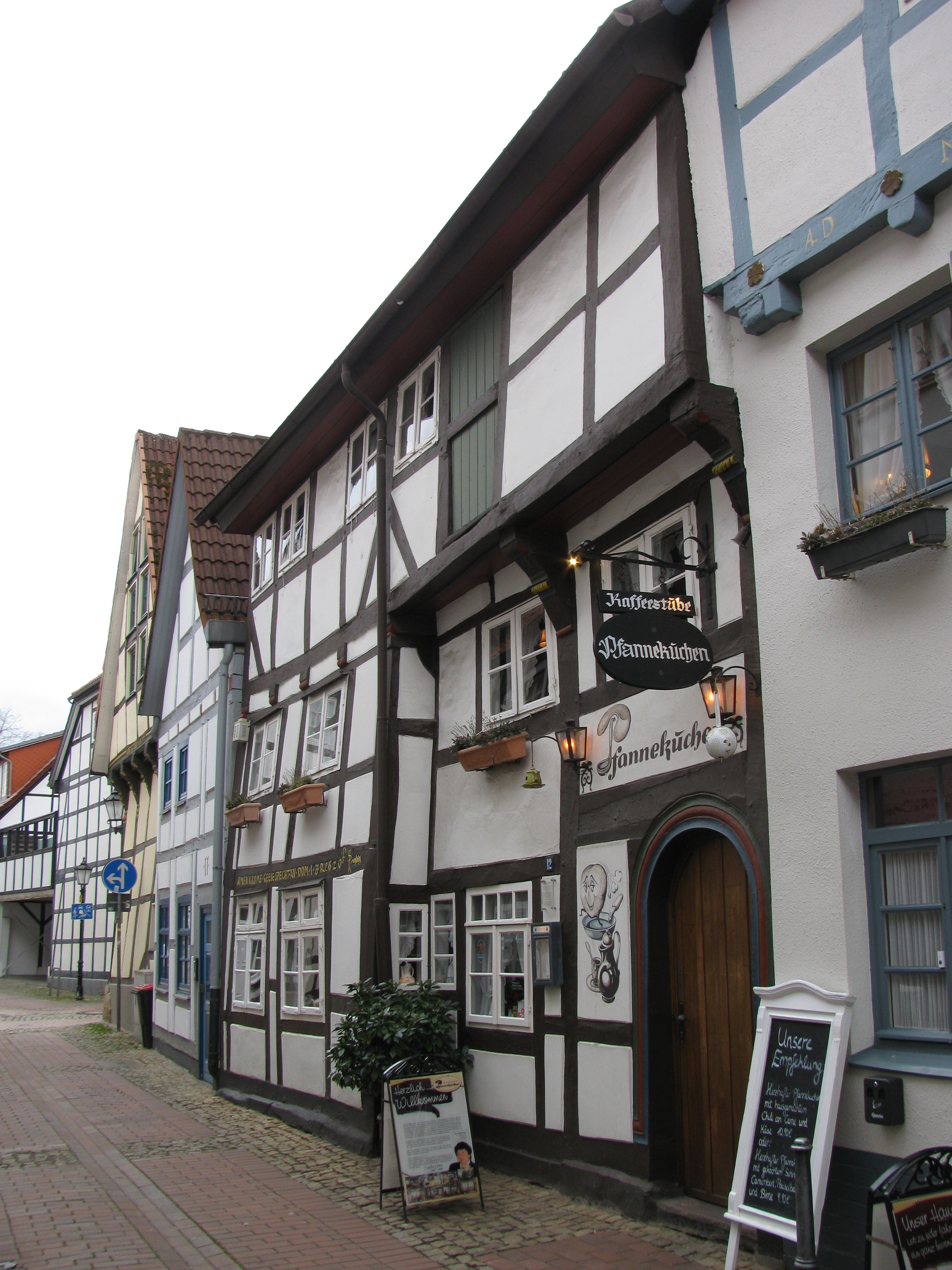
Von Elsa Buchwitz restauriertes Haus mit Pfannkuchen-Restaurant in Hameln

Elsa Buchwitz wurde als uneheliches Kind der 21-jährigen Else König aus Hameln geboren. Ihr Vater war ein ungarischer Musikstudent, den die Mutter in Leipzig kennengelernt hatte, wo sie ein halbes Jahr als Dienstmädchen beschäftigt war. Sie wuchs ohne den Vater in der Großfamilie ihrer Mutter zunächst im Hamelner Stadtteil Rohrsen und ab 1932 in Hameln auf. 1934 heiratete ihre Mutter und Elsa bekam einen Stiefvater, der sie adoptierte.
Zunächst absolvierte sie eine Ausbildung als Modistin und später als Eisenwarenverkäuferin. 1955 heiratete sie Helmut Buchwitz, dessen Eltern eine Eisenwarenhandlung in Hameln betrieben. Gemeinsam mit ihrer Mutter führte Elsa Buchwitz ab 1963 im Stadtteil Rohrsen in einer früheren Villa das Hotel Rosenhof mit Restaurant. Zu den Gästen zählten prominente Schauspieler, darunter Götz George, Eddi Arent und Anneliese Rothenberger.
Seit Ende der 1970er Jahre bis zu ihrem Tod lebte Elsa Buchwitz in der Hamelner Altstadt in einem von ihr restaurierten Haus aus dem Jahre 1622. Außerdem restaurierte sie ein 1620 erbautes Bödnerhaus in der Hamelner Altstadt, in dem sie 1983 ein Pfannkuchen-Restaurant eröffnete.
In ihrem Wohnort Hameln engagierte sich Elsa Buchwitz als Angehörige der CDU in der Kommunalpolitik. Von 1973 bis 1997 gehörte sie dem Stadtrat in Hameln an. Von 1977 bis 1986 war sie zudem Angehörige des Kreistages des Landkreises Hameln-Pyrmont. Im Niedersächsischen Heimatbund war sie stellvertretende Vorsitzende der Fachgruppe Denkmalpflege.

## Engagement für denkmalgerechte Altstadtsanierung
1968 gründete sich unter Mitwirkung von Elsa Buchwitz die Bürgerinitiative Vereinigung Hamelner Bürger zur Erhaltung ihrer Altstadt e. V., der circa 250 Personen als Betroffene der Stadtsanierung und Sympathisanten angehörten. In der Vereinigung war sie zunächst Schriftführerin und ab 1972 Vorsitzende. Anlass zur Gründung der Bürgerinitiative war der Beschluss des Hamelner Stadtrates aus dem Jahr 1967, eine umfängliche Sanierung der Hamelner Altstadt durchzuführen. Sie sollte als Flächensanierung zu einem großflächigen Abriss der historischen Bebauung führen, um Platz für Neubauvorhaben zu schaffen. Von den damals noch 677 vorhandenen Vorderhäusern in der Altstadt sollten etwa 200 abgerissen werden. Die Stadt Hameln war seinerzeit zum „Modellfall Nr. 1“ für Altstadtsanierungen in der Bundesrepublik und in Niedersachsen geworden. Dieses Vorhaben unterstützte der Bund 1968 mit einer Million DM als Starthilfe für die Sanierung.
Gegen die Sanierungspläne protestierte die Bürgerinitiative durch Leserbriefe und Demonstrationen, unter anderem beim Besuch des damaligen Bundeswohnungsbauministers Lauritz Lauritzen. 1968 klebte Elsa Buchwitz mit Freunden in einer Nacht- und Nebelaktion Plakate an über 100 vom Abriss bedrohte Häuser mit dem Aufschrift „Gott schütze dieses Haus vor Not und Brand – und vor der Stadtplanung“. 1970 verfasste sie in Anspielung auf das Flächensanierungskonzept eine Broschüre mit dem Titel „Modellfall Nr. 1 für die Zerstörung unserer Altstädte?“ Nachdem sie sich medienwirksam auf dem Schutt von abgerissenen Häusern präsentiert hatte, nannte man sie im Volksmund „Trümmer-Elsa“.
Aufgrund der Aktivitäten der Bürgerinitiative  Vereinigung Hamelner Bürger zur Erhaltung ihrer Altstadt e. V., in der sich Elsa Buchwitz maßgeblich engagiert hatte, regte sich der Widerstand  in der Hamelner Bevölkerung gegen die Abriss-Mentalität und die Vernichtung der historischen Häuser. Aufgrund des dadurch entstandenen öffentlichen Drucks änderte die Stadt Hameln im Jahr 1973 ihr Sanierungskonzept, in dem sie die Flächensanierung zugunsten einer sensiblen Objektsanierung aufgab.

## Nachleben

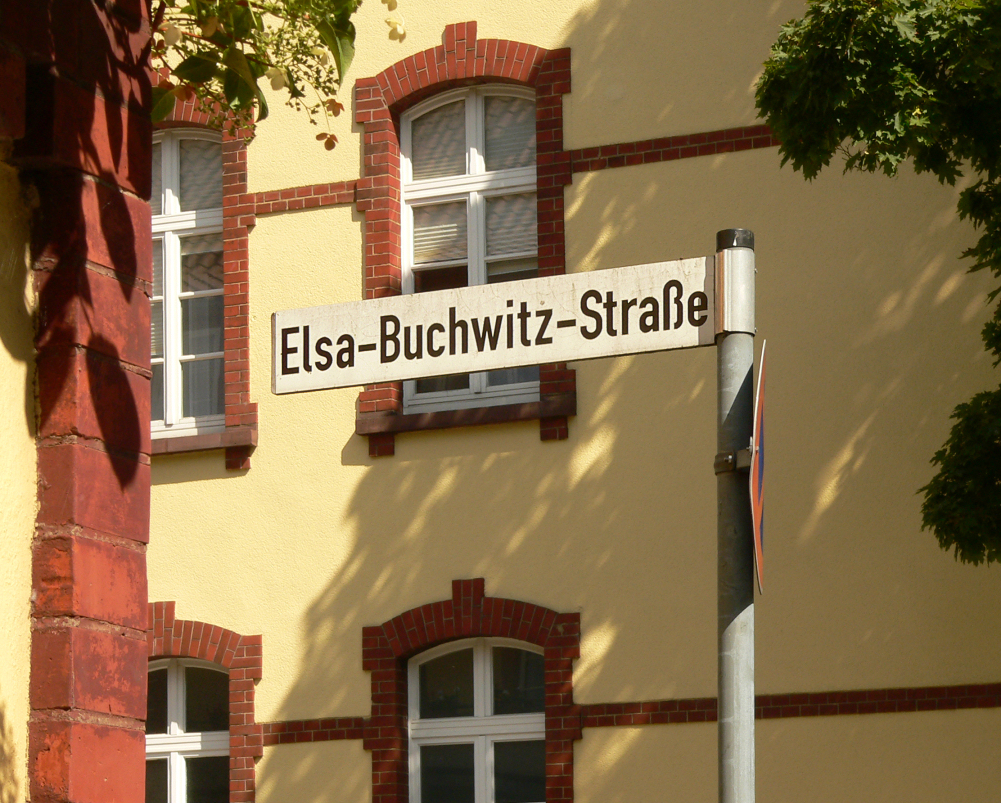
Nach Elsa Buchwitz benannte Straße in Hameln

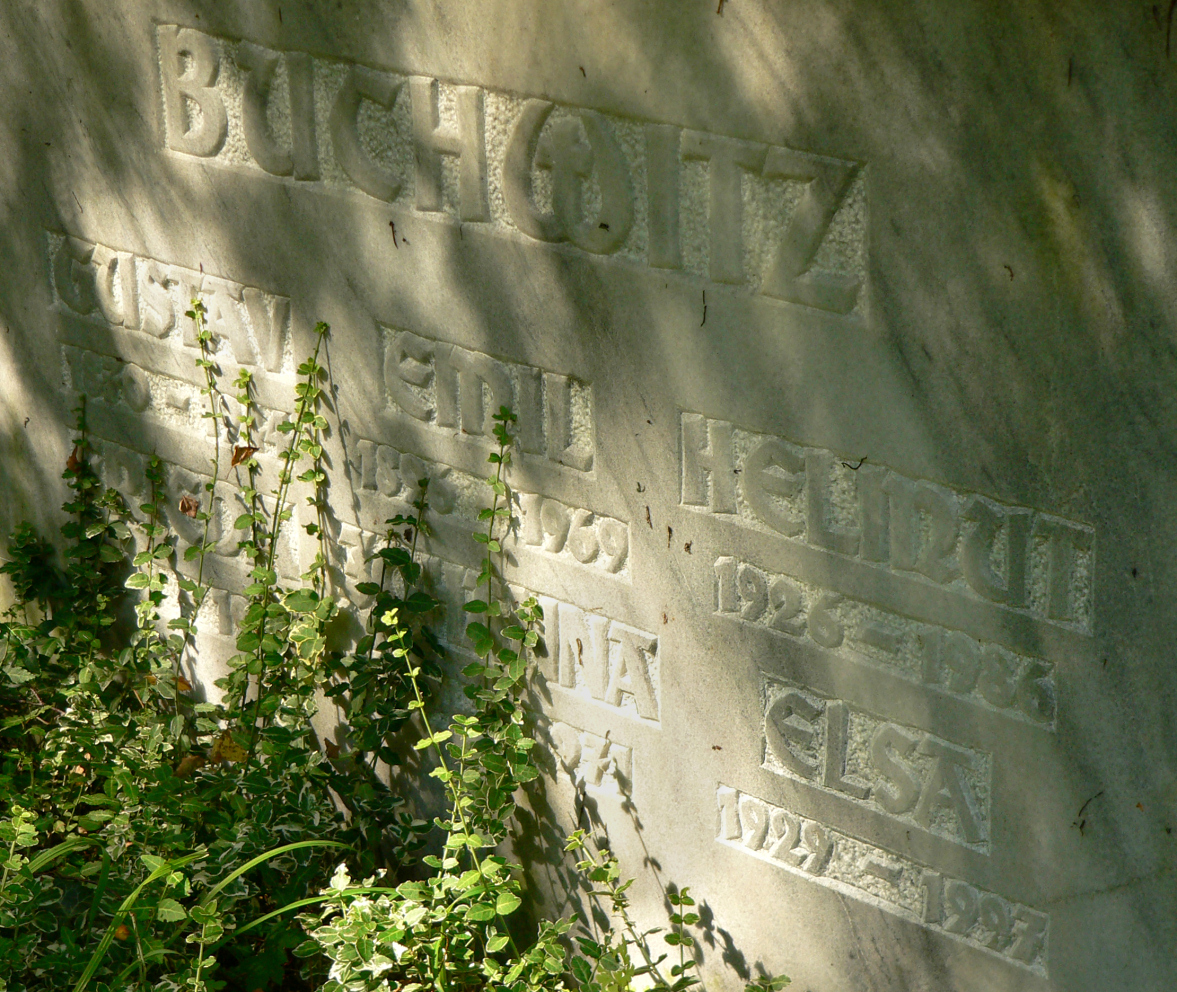
Familiengrab mit ihrem Namen unten rechts

Nach dem Tod von Elsa Buchwitz 1997 wurde sie in Hameln wegen ihrer Zivilcourage und ihres Engagements für den Erhalt des historischen Altstadtkerns und eine denkmalgerechte Altstadtsanierung als „Retterin der Altstadt“ bezeichnet. An ihrem früheren Wohnhaus in der Großehofstraße 31/32 in Hameln informiert eine Texttafel über ihr Leben und Wirken.
Im Jahr 2004 wurde in einem Neubaugebiet im Hamelner Scharnhorstviertel die Elsa-Buchwitz-Straße nach ihr benannt.
2017 gab der in Pattensen lebende Schriftsteller Günter von Lonski in einem Presse-Interview bekannt, dass er derzeit an einem Musical über Elsa Buchwitz, die „Lokalheldin aus Hameln“, arbeitet. Premiere war Anfang 2018.
Seit 2018 gibt es in Hameln Stadtführungen zur Altstadtsanierung, bei denen das Wirken von Elsa Buchwitz in diesem Zusammenhang Thema ist. Die Führung trägt den Titel „Trümmer-Elsa rettet die Altstadt“.
Elsa Buchwitz ist 1997 in einem Familiengrab auf dem Friedhof Am Wehl bestattet worden. Da die Ruhezeit 2022 endete und eine Pflege der Grabstätte durch Angehörige nicht mehr sichergestellt war, schlug die Hamelner Stadtverwaltung 2018 vor, das Grab in eine Ehrengrabstätte umzuwidmen. Auf diese Weise bliebe die Grabstelle dauerhaft erhalten. Dem stimmte der Rat der Stadt zu.

## Auszeichnungen
- Bundesverdienstkreuz am Bande, 1984[12]
- Silberne Halbkugel des Deutschen Nationalkomitees für Denkmalschutz, 1986[12]

## Veröffentlichungen
- Elsa Buchwitz (verantwortlich für Bilder und Begleittexte): Hameln: Modellfall Nr. 1 für die Zerstörung unserer Altstädte? Herausgegeben von der Vereinigung der Hamelner Bürger zur Erhaltung ihrer Altstadt e. V. Selbstverlag, Hameln 1970.
- Na, was sagt die Oma dazu? Eine vergnügliche, fast unglaubliche und doch wahre Geschichte. Salzer, Heilbronn 1984, ISBN 3-7936-0238-9.